# 延安西路2558号（1-4号楼）
延安西路2558号（1-4号楼）（又稱上海市工人疗养院或上海市职工康复医院）位于中華人民共和國上海市长宁区延安西路2558号（原农工路75号）1~4号，共4幢楼，建于1947年，蓝荣庠参与建造，占地面积2584平方米，都为砖木结构，墙面带弧形设计，含有巴洛克和西班牙风格，原为舒昭贤自用住宅。1952年由上海市总工会发起着手将此处改建为上海市工人疗养院并收疗患肺结核病患者，同时增配各种名贵树木、樱花亭等景点并扩建占地至6.33万平方米，绿化率有百分之70。1986年上海市工人疗养院参与合资的工疗体检中心在此成立。1988年挂牌上海市职工康复医院。东华大学曾于2013年在此部署过体检。目前作为上海市唯一的劳模体检基地，并被上海市人民政府列为上海优秀历史建筑和文物保护点。